# Rafael Carrizosa
Rafael Carrizosa Argáez (24 de mayo de 1910-7 de julio de 1977) fue un médico internista y hematólogo, académico, educador y científico colombiano.
Educado en Europa durante la Segunda Guerra Mundial, gozó de inmunidad diplomática gracias a los buenos oficios de su padre y familia. De regreso a Colombia, Carrizosa fue nombrado como Jefe de Clínica del Servicio de Clínica Médica del médico Carlos Trujillo Gutiérrez. También destacó como investigador científico en la facultad de medicina de la Universidad Nacional de Colombia.
Fue cofundador de la Asociación Colombiana de Médicos Internistas de Colombia en 1958, y miembro de la Academia Colombiana de Medicina. Irónicamente, pese a sus numerosas investigaciones, Carrizosa acabó muriendo por un cáncer de boca.

## Obras
- Temas médicos
- Las hematodermias la luz de un caso de leucemia cutis (1949)
- Un caso de micosis fungoide
- Enfermedades precancerosas y cancerosas de la cavidad oral